# Monika Geier
Monika Geier (* 17. April 1970 in Ludwigshafen am Rhein) ist eine deutsche Kriminalschriftstellerin.

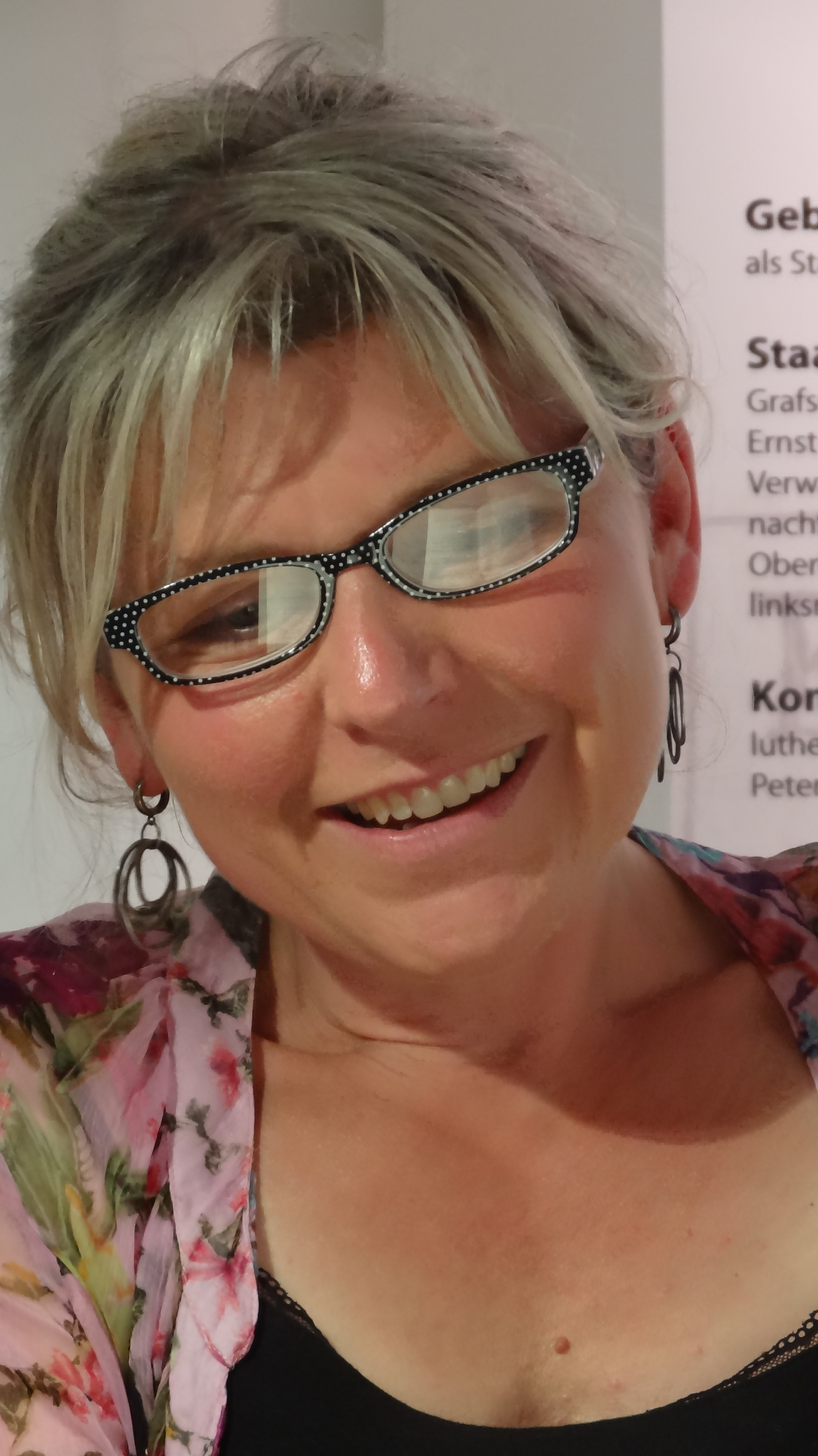
Monika Geier, Lesung 2018 bei "Kibo liest und lauscht"

## Leben
Nach dem Abitur absolvierte Monika Geier eine Ausbildung als Bauzeichnerin und studierte anschließend  Architektur an der Universität Kaiserslautern. Ihre schriftstellerische Tätigkeit übte sie zunächst neben ihrer Arbeit als Diplom-Ingenieurin aus, gab den erlernten Beruf dann jedoch zugunsten der Schriftstellerei und der Familie auf. Seit dem Jahr 2009 lebt die Mutter von drei Kindern als freie Autorin in Thaleischweiler-Fröschen.
In ihrem Erstlingsroman von 1999 „Wie könnt ihr schlafen“ schuf sie als Heldin die Kommissarin Bettina Boll. In den nächsten Jahren folgten vier weitere Kriminalromane, deren Geschichten jeweils in der Pfalz angesiedelt sind. Bemerkenswert sind die ausgeprägten Charaktere, die ihre Romane bevölkern.
Geiers Kriminalromane erscheinen im Argument-Verlag uns sind dort Teil der Frauenkrimireihe Ariadne.
Für ihren Debütroman erhielt sie im Jahr 2000 den Krimipreis Marlowe der deutschen Raymond-Chandler-Gesellschaft.

## Werke
- 1999 Wie könnt ihr schlafen – Argument, Reihe Ariadne, Hamburg. ISBN 3-88619-840-5.
- 2001 Neapel sehen – Argument, Reihe Ariadne, Hamburg. ISBN 3-88619-866-9.
- 2003 Stein sei ewig  – Argument, Reihe Ariadne, Hamburg. ISBN 3-88619-880-4.
- 2007 Schwarzwild – Argument, Reihe Ariadne, Hamburg. ISBN 978-3-86754-174-9.
- 2009 Die Herzen aller Mädchen – Argument, Ariadne Kriminalromane, Hamburg. ISBN 978-3-86754-184-8.
- 2011 Müllers Morde – Argument, Reihe Ariadne, Hamburg. ISBN 978-3-86754-200-5.
- 2013 Die Hex ist tot – Argument, Reihe Ariadne, Hamburg. ISBN 978-3-86754-216-6.
- 2017 Alles so hell da vorn – Argument,  Reihe Ariadne, Hamburg. ISBN 978-3-86754-223-4.
- 2023 Antoniusfeuer – Argument, Reihe Ariadne, Hamburg, ISBN 978-3-86754-270-8.